# ChaCha
ChaCha ist ein im Januar 2008 in den USA eingeführter SMS-Antwortdienst, der von der Firma ChaCha Search in Carmel, Indiana, USA betrieben wird.
Der angemeldete Nutzer kann per SMS oder per Sprache kurze Fragen stellen, die dann per SMS innerhalb kürzester Zeit von „Guides“ bearbeitet und beantwortet werden. Diese „Guides“ sind freiberuflich tätig und erhalten pro bearbeiteter Frage eine finanzielle Entschädigung. Der Dienst finanziert sich u. a. durch Werbung. Zusammen mit der Antwort erhält der Nutzer einen Link zu einer kurzen Werbebotschaft. Anhand des Nutzerprofils und der Auswertung der Frage kann die Werbebotschaft sehr genau auf bestimmte Zielgruppen gelenkt werden. International bekannt wurde vor allem die SMS-Kampagne von Barack Obama, bei der dieser in den sogenannten „Swing-States“ gezielt potentielle Wähler angesprochen hat. Im vierten Quartal 2008 sollen über ChaCha 74 Millionen Anfragen gestellt worden sein. Das entspräche angeblich 70 % des Volumens des ähnlichen Dienstes von Google.